# Стрельцов Ігор Олександрович
Ігор Олександрович Стрельцов (нар. 1 травня 1965) — український та радянський легкоатлет, який спеціалізувався у спринті та стрибках у довжину, багаторазовий чемпіон та призер чемпіонатів України та СРСР, рекордсмен України. Майстер спорту СРСР міжнародного класу.
Здобув вищу освіту в Запорізькому державному університеті (спеціалізація — «Олімпійський та професійний спорт»).
5 червня 1993 на змаганнях «Pearl European Relays» в Портсмуті Ігор Стрельцов став співавтором двох національних рекордів. В естафеті 4×100 метрів українська команда вперше в історії «вибігла» з 39 секунд (38,85), а партнерами Ігоря у квартеті були Дмитро Ваняікін, Владислав Дологодін та Олександр Шличков. В естафеті 4×200 метрів новим національним рекордом став час 1.21,32 — разом з Ігорем співавторами рекорду стали Владислав Дологодін, Олег Твердохліб та Дмитро Ваняікін.
Працює фітнес-тренером.
Брат Олександр (нар. 1975) — спринтер, чемпіон України; бобслеїст, учасник Олімпійських ігор.

## Основні міжнародні виступи
| Рік  | Змагання                     | Місто  | Місце | Дисципліна | Примітки |
| ---- | ---------------------------- | ------ | ----- | ---------- | -------- |
| 1992 | Кубок світу                  | Гавана | ф5    | 4×100 м    |          |
| 1997 | Чемпіонат світу в приміщенні | Париж  | 2кв19 | довжина    |          |